# André Cerf
André Cerf (31 de octubre de 1901 – 6 de diciembre de 1993) fue un director, guionista y actor cinematográfico de nacionalidad francesa.
Nacido en París y fallecido en Neuilly-sur-Seine, Francia, estuvo casado con la actriz Alix Mahieux.

## Filmografía

### Guionista
- 1927 : Sur un air de charleston, de Jean Renoir
- 1928 : Tire-au-flanc, de Jean Renoir
- 1930 : La Joie d'une heure, de André Cerf
- 1932 : Bal d'apaches, de Jean Mamy (corto)
- 1930 : Le Médecin de service, de André Cerf
- 1934 : Si j'étais le patron, de Richard Pottier, coescrita con René Pujol
- 1935 : Soirée de gala, de Victor de Fast (corto)
- 1936 : Le Mioche, de Léonide Moguy, coescrita con Jean Guitton, Daniel Maya, Léonide Moguy y Charles Spaak
- 1937 : La Citadelle du silence, de Marcel L'Herbier
- 1939 : Métropolitain, de Maurice Cam
- 1940 : Ecco la felicità, de Marcel L'Herbier, coescrita con Gaetano Campanile-Mancini
- 1940 : La Comédie du bonheur, de Marcel L'Herbier
- 1948 : Les Frères Bouquinquant, de Louis Daquin, adaptada junto a Louis Daquin
- 1948 : Si jeunesse savait, de André Cerf, coescrita con Raymond Bernard
- 1949 : La Veuve et l'Innocent, de André Cerf (guion, diálogos, dirección)
- 1949 : Le Signal rouge, de Ernst Neubach, coescrita con Ernst Neubach y Herbert Victor
- 1951 : Le Mariage de mademoiselle Beulemans, de André Cerf
- 1952 : Le Crime du Bouif, de André Cerf, diálogos con Guillaume Hanoteau
- 1953 : Tourbillon, de Alfred Rode
- 1956 : Trois de la Canebière, de Maurice de Canonge, adaptada junto a Maurice de Canonge y Juliette Sain-Giniez
- 1962 : La Salamandre d'or, de Maurice Regamey, coescrita con Georges Mathiot y Maurice Regamey
- 1966 : Trois étoiles en Touraine, de Maurice Regamey (telefilm coescrito con Maurice Regamey)
- 1970 : Les Belles au bois dormantes, de Pierre Chenal (coescrita con Roland Martin y Antoine Tudal)
- 1973 : Les Mohicans de Paris, de Gilles Grangier (serie televisiva coescrita con Michel Arnaud)
- 1975 : Les Mohicans de Paris, de Bernard Borderie, serie televisiva

### Ayudante de dirección
- 1926 : Rien que les heures, de Alberto Cavalcanti
- 1926 : Nana, de Jean Renoir
- 1927 : En rade, de Alberto Cavalcanti
- 1928 : Le Tournoi dans la cité, de Jean Renoir
- 1929 : Le Bled, de Jean Renoir
- 1930 : Le Petit Chaperon rouge, de Alberto Cavalcanti[3]
- 1931 : Le Parfum de la dame en noir, de Marcel L'Herbier
- 1932 : Le Chien jaune, de Jean Tarride
- 1934 : Si j'étais le patron, de Richard Pottier
- 1935 : L'Équipage, de Anatole Litvak
- 1937 : Nuits de feu, de Marcel L'Herbier
- 1937 : Forfaiture, de Marcel L'Herbier
- 1939 : La Mode rêvée, de Marcel L'Herbier
- 1939 : Entente cordiale, de Marcel L'Herbier
- 1940 : Les Surprises de la radio, de Marcel Aboulker
- 1969 : Les Gros Malins, de Raymond Leboursier

### Director
- 1930 : La Joie d'une heure
- 1933 : Le Médecin de service
- 1935 : Une belle opération
- 1948 : Si jeunesse savait
- 1949 : Fausse monnaie (corto)
- 1949 : La Veuve et l'Innocent
- 1949 : Le Portefeuille (corto)
- 1951 : Le Mariage de mademoiselle Beulemans
- 1952 : Le Crime du Bouif
- 1956 : Appartement à louer (corto)
- 1956 : Hatha-Yoga (corto)

### Actor
- 1923 : Le Marchand de plaisir, de Jaque Catelain
- 1924 : La Galerie des monstres, de Jaque Catelain
- 1923 : L'Inhumaine, de Marcel L'Herbier
- 1926 : Nana, de Jean Renoir
- 1926 : Carmen, de Jacques Feyder
- 1926 : Feu Mathias Pascal, de Marcel L'Herbier
- 1927 : Sur un air de charleston, de Jean Renoir
- 1927 : Napoleón, de Abel Gance
- 1928 : Tire-au-flanc, de Jean Renoir
- 1930 : Le Petit Chaperon rouge, de Alberto Cavalcanti
- 1932 : Bal d'apaches, de Jean Mamy (corto)
- 1933 : Monsieur Cordon, de Pierre Prévert[4] (corto)
- 1952 : Le Huitième Art et la Manière, de Maurice Regamey
- 1981 : Malevil, de Christian de Chalonge

### Montador
- 1928 : Le Tournoi dans la cité, de Jean Renoir